# Goolwa
Goolwa è una città dell'Australia Meridionale (Australia); essa si trova 90 chilometri a sud di Adelaide ed è la sede della Municipalità di Alexandrina. Al censimento del 2006 contava 5.882 abitanti.